# Mausolée de l'empereur Qin
Le mausolée de l'empereur Qin (chinois : 秦始皇陵 ; pinyin : qínshǐhuáng líng) se trouve à proximité de la ville de Xi'an, dans le Shaanxi. Il comprend d'une part le tombeau de l'empereur Qin Shi Huangdi (IIIe siècle av. J.-C.), non encore fouillé, d'autre part les fosses où l'on a trouvé, à partir de 1974, les vestiges ensevelis de milliers de soldats de terre cuite formant ce qu'on a appelé l’armée de terre cuite ou armée d'argile. L'ensemble s'étend sur environ 56,25 km2.
La tombe est recouverte par un tumulus haut de 51,3 mètres. On en connaît le contenu légendaire grâce au récit de Sima Qian. En 1914, à l'occasion d'une expédition archéologique, Victor Segalen avait livré une description détaillée de l'aspect extérieur du tombeau.
À environ 1 500 mètres se trouvent les fosses contenant quelque huit mille statues de soldats, statues qui ont quasiment toutes un visage différencié, et de chevaux en terre cuite datant de 210 av. J.-C. C'est « l'armée enterrée », destinée à garder l'empereur défunt. Ces statues furent cuites dans des fours à une température d’environ 900 °C. Des couleurs minérales étaient appliquées après cuisson sur les statues, ce qui, tout en les individualisant davantage, permettait de distinguer par la couleur dominante les différentes unités de cette armée.
Le site a été ouvert au public à l'occasion de la fête nationale chinoise en 1979.
L'armée de terre cuite a été inscrite le 11 décembre 1987 sur la liste du patrimoine mondial établie par l'UNESCO à la suite de l'avis favorable de l'ICOMOS,.

## Édification de la nécropole: immolations et «substituts»
L'édification de la nécropole a nécessité trente-six ans d'ouvrage, avec une main-d'œuvre de quelque 700 000 personnes. D'après les Mémoires historiques de l'historien Sima Qian, les ouvriers ayant préparé le tombeau et assisté à l'enterrement ont été emmurés vivants dans le mausolée à la fin de la cérémonie afin que les secrets de sa construction ne soient pas divulgués. Les sacrifices humains à la mort d'un personnage « important » paraissent avoir été fréquents dans la Chine des Zhou. Certaines fosses contiennent d'ailleurs de nombreuses dépouilles. Cependant cette pratique était déjà devenue rare au début de l'époque des Royaumes Combattants, la tombe du marquis Yi de Zheng, mort vers 433 avant notre ère, avec les restes de 21 jeunes femmes était une exception pour des personnages autres que les plus hauts dignitaires, dans l'aire culturelle Zhou. La présence de « substituts » en terre cuite ou en bois s’était généralisée, elle allait être de règle sous la dynastie Han, et donner là l’occasion d’une création d’une très grande richesse dans le domaine de la sculpture chinoise.

## Découverte
Les premiers fragments de guerriers et des pointes de flèches en bronze sont découverts par Yang Zhifa, ses cinq frères et Wang Puzhi  qui creusent un puits en mars 1974 dans le village de Xiyang dans le comté de Lintong,. À deux mètres de profondeur, les paysans trouvent de la terre durcie, ensuite de la terre rouge cuite, des fragments de terre cuite, des pointes de flèches en bronze puis des briques de terre cuite. Cela n'attire pas outre mesure l'attention de Yang Zhifa, lequel jette les fragments de terre cuite au coin du champ, récupère les pointes de flèches pour les vendre 2 yuans la livre à une agence commerciale. D'autres villageois récupèrent des briques en terre cuite pour s'en faire des oreillers. Un cadre chargé des travaux hydrauliques, Fang Shumiao, vient au village et, voyant les objets trouvés, propose aux villageois d'aller les vendre à la maison de la culture du district. Yang Zhifa obtient, pour deux charrettes de fragments de ce qui va se révéler être des guerriers en terre cuite, la somme de 10 yuans. Questionnant les paysans, Zhao Kangmin, responsable de la maison de la culture, vient au village, enquêtant et achetant tout ce que les villageois ont mis au jour, rachetant même les pointes de flèches à l'agence commerciale. En mai 1974, une équipe d'archéologues du Shaanxi se rend sur les lieux pour entreprendre les premières fouilles de ce qui va devenir la fosse no 1. Des tentes sont dressées, les archéologues commencent les fouilles. En mai 1976, la fosse no 2 est découverte par sondage et en juillet la fosse no 3. Les fouilles, s'étendant sur une surface de 20 000 m2, livrent environ 7 000 statues de guerriers et de chevaux en terre cuite, une centaine de chars de combat en bois et d'innombrables armes. Certaines fosses ont été trouvées à plusieurs kilomètres du tumulus du tombeau de l'empereur Shihuangdi des Qin à l’époque des Han. De larges bâtiments sont édifiés pour protéger les fosses. Le premier est terminé en 1979. Six cents fosses d'accompagnement du défunt sont repérées en 2008.

## Armée de terre cuite ou «armée enterrée»

### Fosses

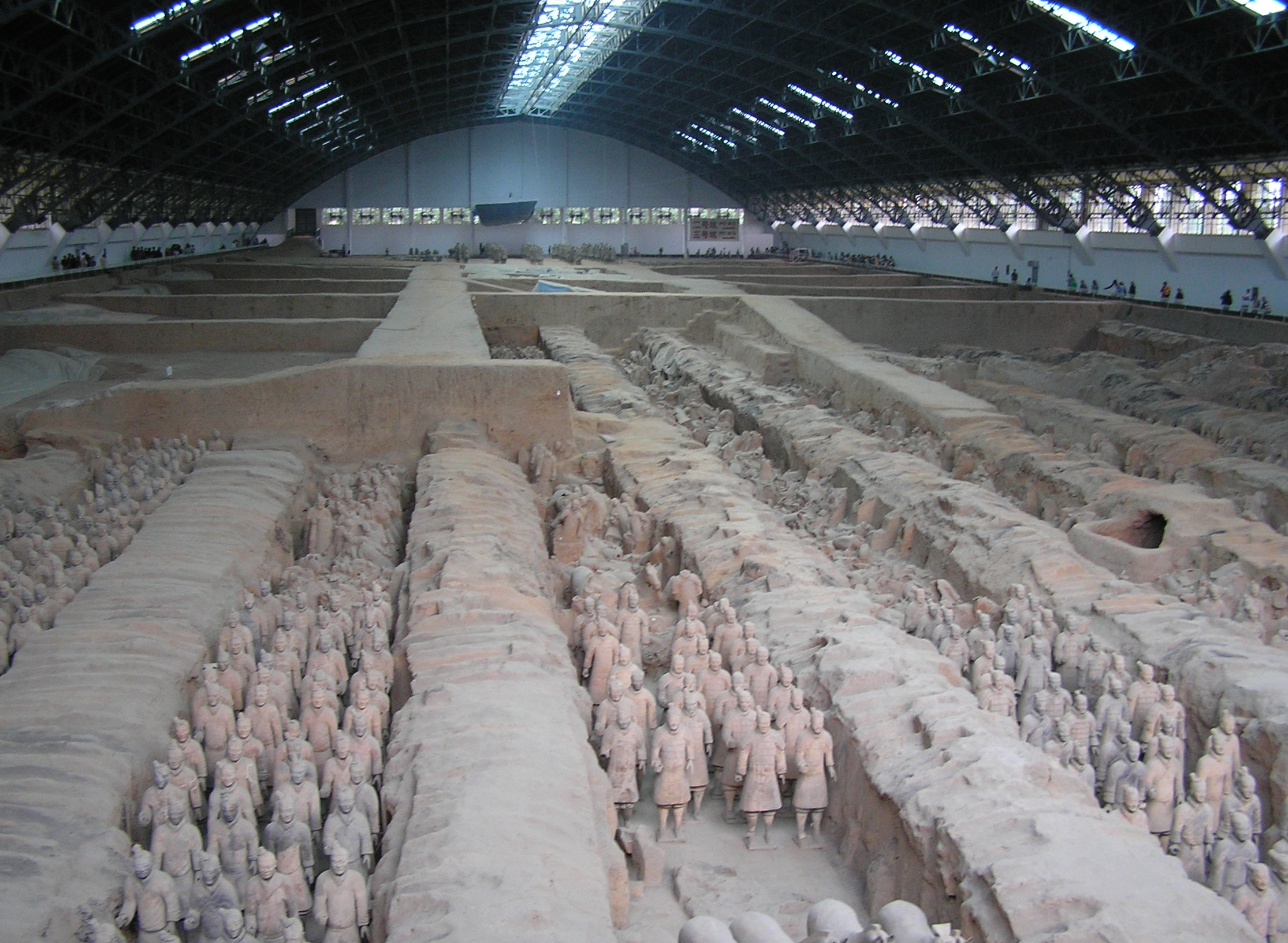
Vue générale de la fosse no 1 au musée de Xi'an.

La fosse no 1, qui fait 230 m de long sur 62 m de large, renferme l'armée principale avec plus de 6 000 guerriers de terre cuite (taille légèrement plus grande que nature et fonction de leurs grades), et deux modèles réduits (à l'échelle 1/2) de chars en bronze doré, peint et laqué. On y a trouvé aussi une fosse contenant du foin, pour les chevaux et des animaux rares (certains inhumés dans des cercueils de terre cuite) et six cents à sept cents chevaux des écuries impériales, sacrifiés, sous l'œil de leurs palefreniers de terre cuite. La fosse no 1 comporte 11 couloirs, qui ont en majorité plus de 3 m de largeur et sont pavés de petites briques et couverts d'un plafond de bois porté par des piliers et des poutres. Les plafonds en bois étaient couverts de claies de roseau et de couches d'argile pour l'étanchéité puis chargés d'une couche de terre de façon qu'ils dépassent de 2 ou 3 m le niveau du sol. Selon des estimations officielles, à la date de 2012, il resterait encore 6 000 statues de guerriers et de chevaux à déterrer dans la seule fosse no 1.
La fosse no 2 renferme 1 400 sujets : cavaliers à côté de leurs chevaux, et fantassins : « l’armée de gauche ».
La fosse no 3 contient 68 soldats, un char et quatre chevaux : le poste de commandement avec ses officiers de haut rang.
La 4e, vide, prévue pour l’ « armée du centre », n’aurait pas été terminée.
La 5e renfermait des sculptures de pierre calcaire : armures (les plaques d’armure étant retenues par des fils de cuivre), casques, un caparaçon et un harnais. Au sud, une fosse de 48 × 12 m contenait dans trois cellules des sabots de chevaux en bronze et un énorme vase à trois pieds (zhan).
La fosse 6 contenait plusieurs personnages de terre cuite et les os d’une vingtaine de chevaux immolés.
La fosse 7 renfermait des personnages dans des poses diverses et difficilement identifiables, certains semblent ramer, d’autres pêcher, ainsi que de splendides bronzes, grandeur nature, d’oiseaux aquatiques.
Enfin une autre fosse, en forme de caractère zhong, contenait des chevaux et des personnages dont 8 en costumes qui pourraient représenter des fonctionnaires civils.
Certains des personnages retrouvés dans les fosses 1 et 2 présentaient des traces d’incendie. En outre, on y a trouvé des solives de plafond brûlées, ce qui, joint à l’absence d’armes, est interprété comme étant le résultat du pillage par Xiang Yu et de l’incendie qui s’ensuivit. Celui-ci aurait entraîné l’effondrement des toitures et l’écrasement des personnages en terre cuite. Ceux qui sont exposés actuellement sont en fait remontés à partir des morceaux retrouvés sur place.

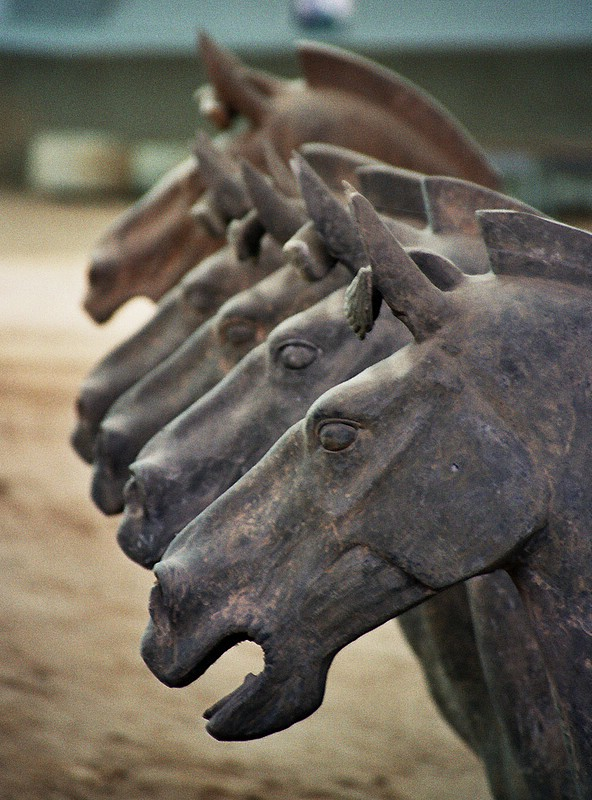
Détail des chevaux.

### Personnages de terre cuite
Les soldats ont, pour la plupart, été fabriqués en terre cuite dans des ateliers. Les différentes parties — tête, bras, jambes, torses, armes — furent produites séparément puis assemblées. Différents moules ont été utilisés pour le visage, avec ajouts d'argile pour individualiser les personnages. Une fois terminés, les soldats ont été disposés en ordre militaire dans les fosses, selon le rang et la tâche. On retrouve ainsi des officiers, des fantassins, des fonctionnaires, des arbalétriers, des chevaux et même des acrobates. Ils mesurent près de 1,80 m à 2 m. Ils portent tous une arme (épée, arc ou arbalète). Leur état de conservation avait fait emettre l'hypothèse d'un traitement par du chrome. Les travaux de recherche les plus récents ont infirmé cette hypothèse, la constitution du sol étant responsable de l'excellente conservation des artefacts en métal . Certaines d'entre elles auraient été pillées ou en partie retirées par des archéologues pour les analyser ou les exposer dans un musée, mais on peut encore distinguer leur trace dans la forme des mains.
Les personnages diffèrent les uns des autres par la taille, l'uniforme et la coiffe. À l'origine, les soldats étaient armés et peints de couleurs vives qui ont pour la plupart disparu à la suite de l'incendie des fosses par les rebelles Han en l'an 206 av. J.-C. et par leur exposition à l'air libre durant les premières fouilles archéologiques, de 1970 à 1990. Les restaurateurs sont maintenant en mesure de stabiliser certains pigments, ce qui permet d'apprécier le travail des artisans et  d’imaginer l'état originel des sculptures peintes.

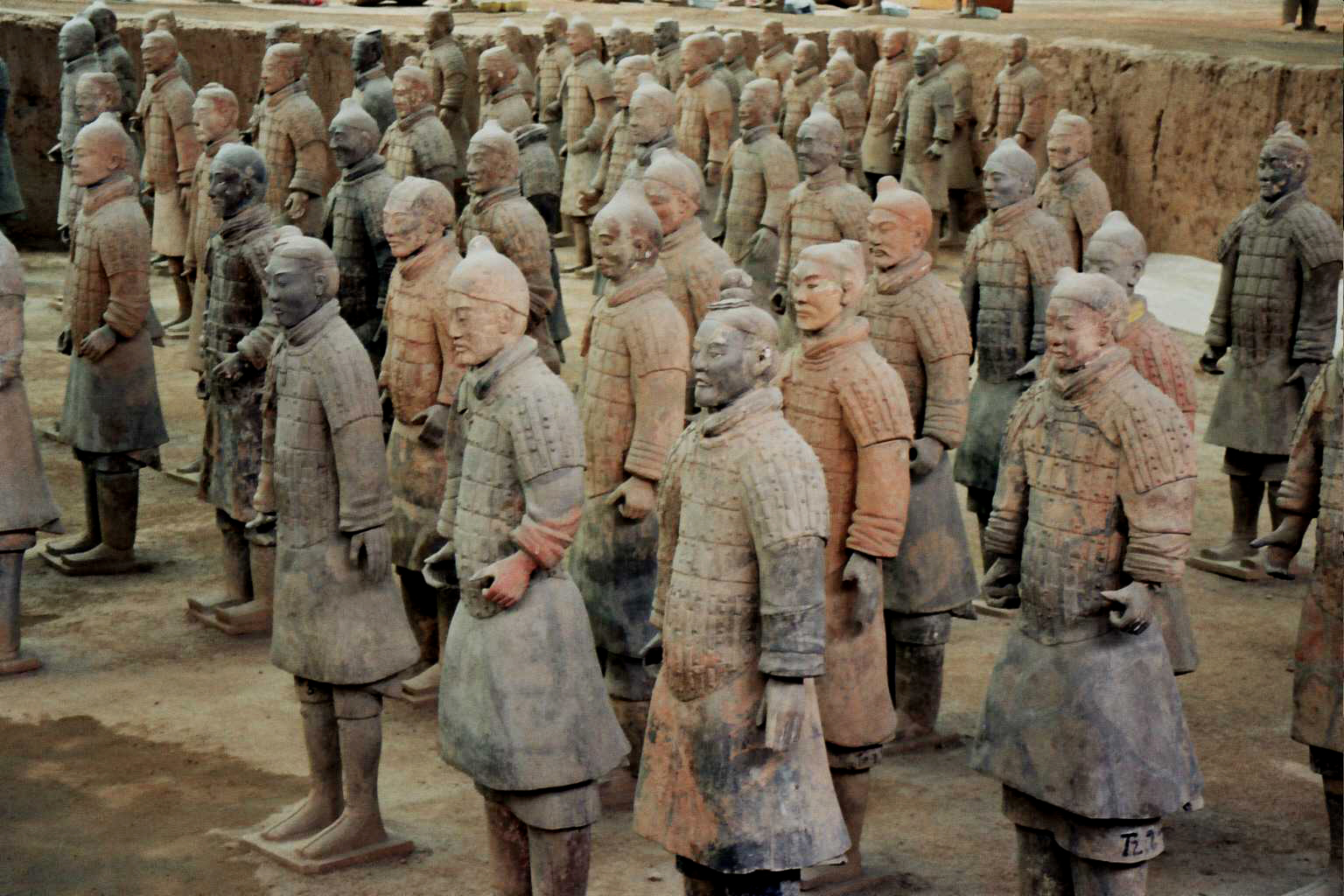
Polychromie des soldats.

Une couche de laque brun foncé recouvrait chacun d'eux. Sur ce fond, deux ou trois couches de laque et de pigments colorés étaient ajoutées. Le rouge servait ainsi à peindre les lacets, qui attachaient les plaques de l'armure, ou le ruban de la coiffe. Le vert et le bleu étaient utilisés pour les pantalons. Le rose, le jaune et le violet foncé se retrouvent sur les tuniques.

### Armes
La fouille du mausolée de l’empereur Qin, ainsi que de nombre de tombes de la période des Royaumes combattants, a livré des épées et autres armes très tranchantes qui étaient revêtues d’oxyde de chrome, afin de les empêcher de s'oxyder,,. Le chrome n’est venu à l’attention des Occidentaux qu’au XVIIIe siècle. Les alliages d’étain et de cuivre ont prémuni les armes de bronze (couteaux, épées) contre l'oxydation et les ont gardées affûtées en dépit de 2000 ans de dégradation.
Si le bois des arbalètes des guerriers a complètement disparu, par contre les gâchettes en bronze ont survécu. Selon les archéologues, les cinq pièces composant chaque gâchette ont été fabriquées par petits lots par des équipes d'artisans, chaque lot étant ensuite assemblé au sein de petits ateliers dirigés peut-être par un contremaître.

## Tombe proprement dite

### Situation actuelle
La tombe elle-même se trouve à environ 1,5 kilomètre à l'ouest de l'armée enterrée. Elle est enfouie sous une pyramide de terre de 75 m à 115 m de haut selon les sources, et d'environ 350 mètres de côté. Ce tumulus couvre une superficie de plus de 12 hectares. Il est protégé par deux enceintes périphériques rectangulaires. Le périmètre de l'enceinte extérieure mesure environ 6 km, pour une superficie de plus de deux kilomètres carrés (d'après le plan sur le site de l'UNESCO).
La tombe elle-même n'a pas encore été fouillée. L'État souhaite en effet attendre le développement de technologies qui garantissent que le contenu, en particulier la momie de l'empereur, ne subira aucun dommage et afin d'éviter de tomber sur d'éventuels pièges.

### Sources historiques
La seule description connue de l'intérieur de la tombe est celle que nous livre l'historien Sima Qian (145-90 av. J.-C.) dans ses Mémoires historiques, qu'il écrit un siècle après l'achèvement du mausolée. Selon les Mémoires, la tombe contiendrait, outre le corps de l'empereur Qin Shi Huangdi, une reproduction de son empire, avec des rivières de mercure coulant éternellement, et un plafond constellé de perles, pour représenter la voûte étoilée. Voici la description de la tombe telle que Qian la livre dans les Mémoires :

« Le neuvième mois, on enterra Che hoang (Qin Shi Huang) dans la montagne Li. Dès le début de son règne, Che-hoang avait fait creuser et arranger la montagne Li. Puis, quand il eut réuni dans ses mains tout l’empire, les travailleurs qui y furent envoyés furent au nombre de plus de sept cent mille ; on creusa le sol jusqu’à l’eau ; on y coula du bronze et on y amena le sarcophage ; des palais, (des bâtiments pour) toutes les administrations, des ustensiles merveilleux, des joyaux et des objets rares y furent transportés et enfouis et remplirent (la sépulture). Des artisans reçurent l’ordre de fabriquer des arbalètes et des flèches automatiques ; si quelqu’un avait voulu faire un trou et s’introduire (dans la tombe), elles lui auraient soudain tiré dessus. On fit avec du mercure les cent cours d’eau, le Kiang, le Ho, et la vaste mer ; des machines le faisaient couler et se le transmettaient les unes aux autres. En haut étaient tous les signes du ciel ; en bas toute la disposition géographique. On fabriqua avec de la graisse de phoque des torches qu’on avait calculé ne pouvoir s’éteindre de longtemps. Eul-che (Qin Er Shi) dit : Il ne faut pas que celles des femmes de l’empereur décédé qui n’ont pas eu de fils soient mises en liberté. Il ordonna que toutes le suivissent dans la mort ; ceux qui furent mis à mort furent très nombreux. Quand le cercueil eut été descendu, quelqu’un dit que les ouvriers et les artisans qui avaient fabriqué les machines et caché les trésors savaient tout ce qui en était et que la grande valeur de ce qui avait été enfoui serait donc divulguée ; quand les funérailles furent terminées et qu’on eut dissimulé et bouché la voie centrale qui menait à la sépulture, on fit tomber la porte à l’entrée extérieure de cette voie et on enferma tous ceux qui avaient été employés comme ouvriers ou artisans à cacher (les trésors) ; ils ne purent pas ressortir. On planta des herbes et des plantes pour que (la tombe) eût l’aspect d’une montagne. »

Des tests modernes effectués sur le tumulus ont révélé des concentrations exceptionnellement hautes de mercure, ce qui tend à confirmer le compte rendu historique de Sima Qian.
Deux chariots de bronze somptueux ont déjà été déterrés près du tumulus contenant la tombe.

## Galerie de l'armée éternelle

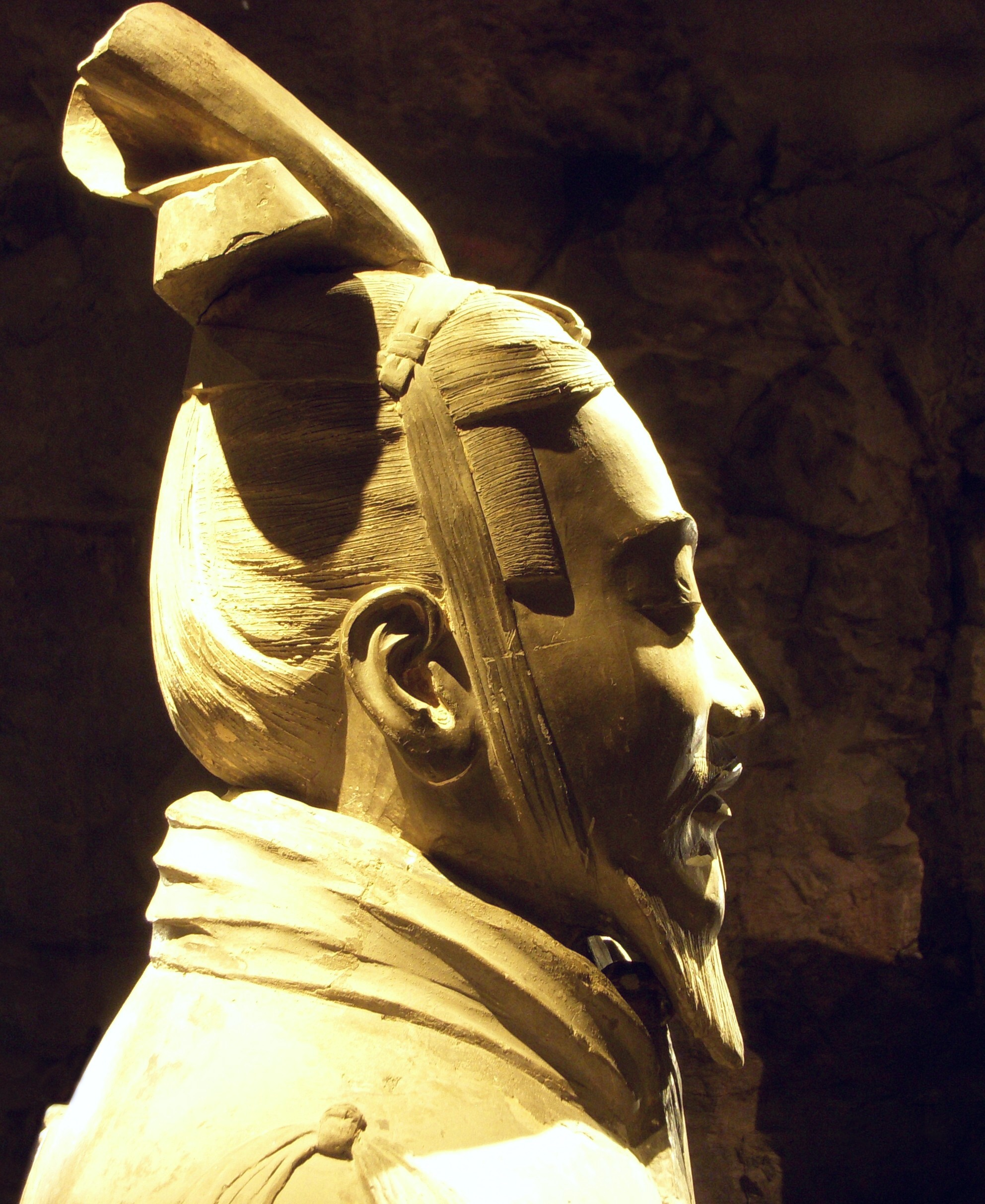
Général debout (H 185 cm, poids 250 kg)[33],[34].
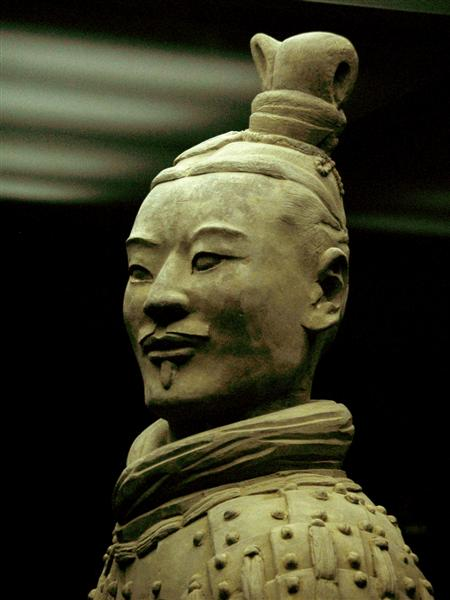
Archer agenouillé. Les archers tournent la tête sur le côté. On les reconnait aussi à leur chignon situé sur le côté gauche de la tête.
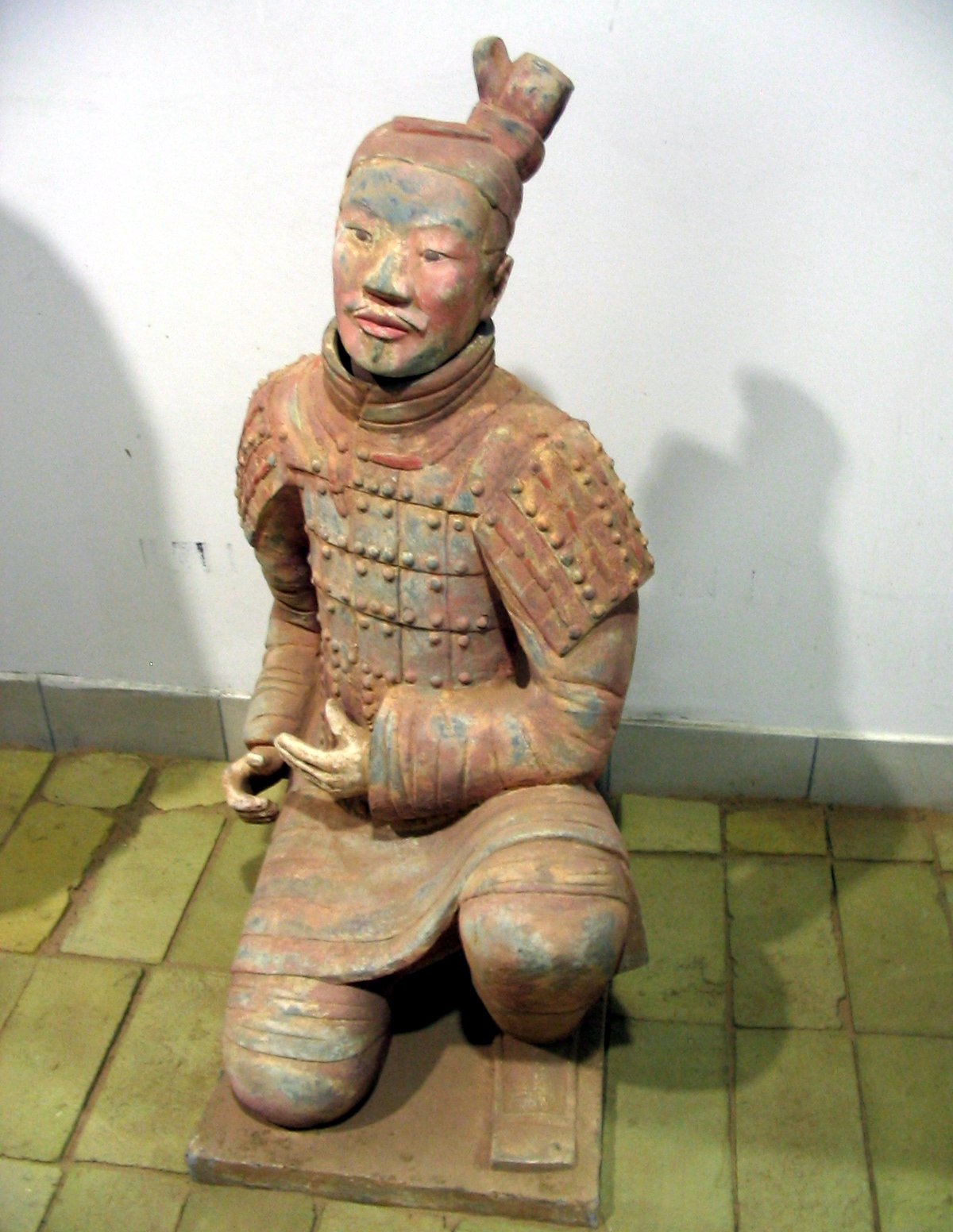
Archer agenouillé[35].
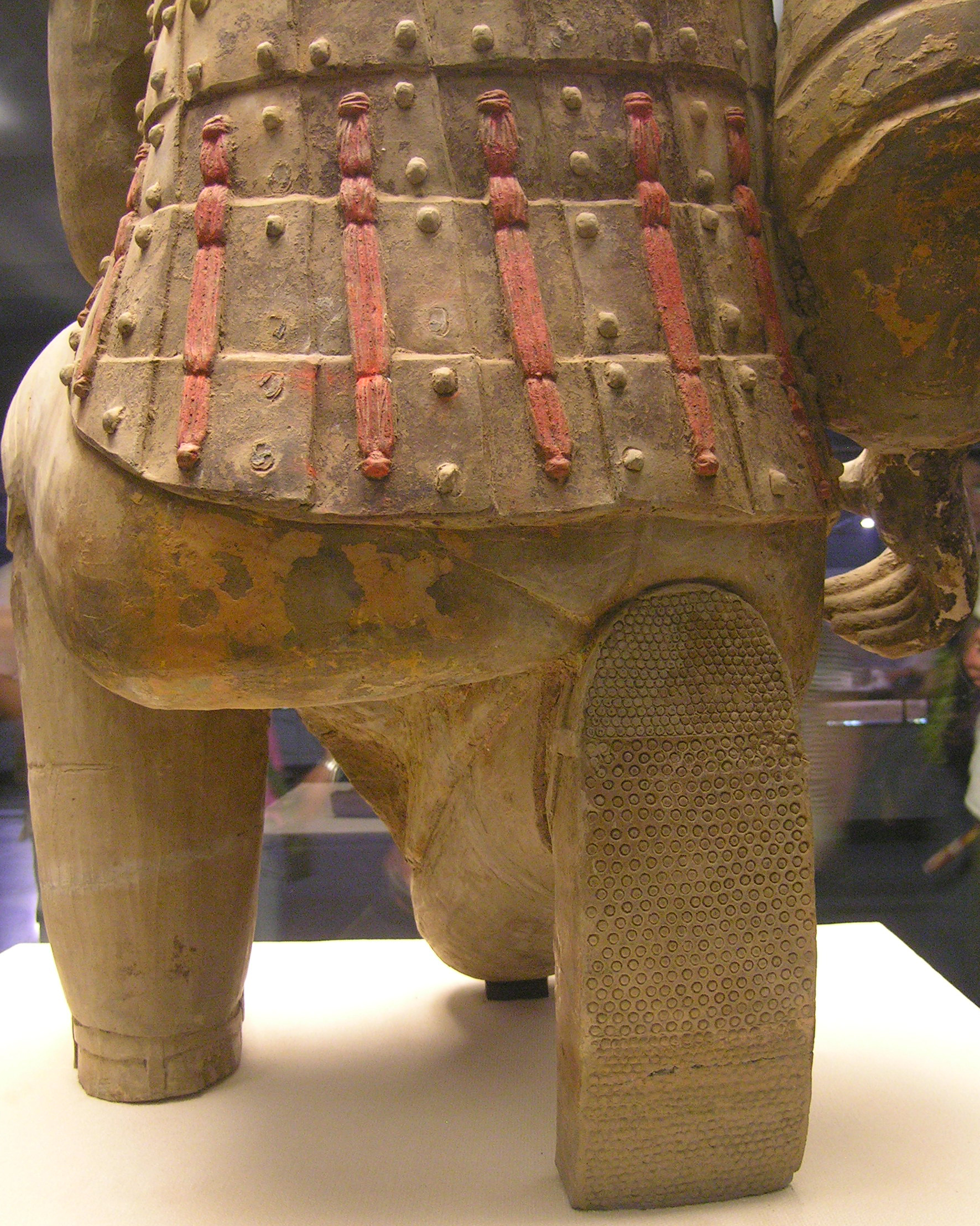
Archer vu de dos[36].
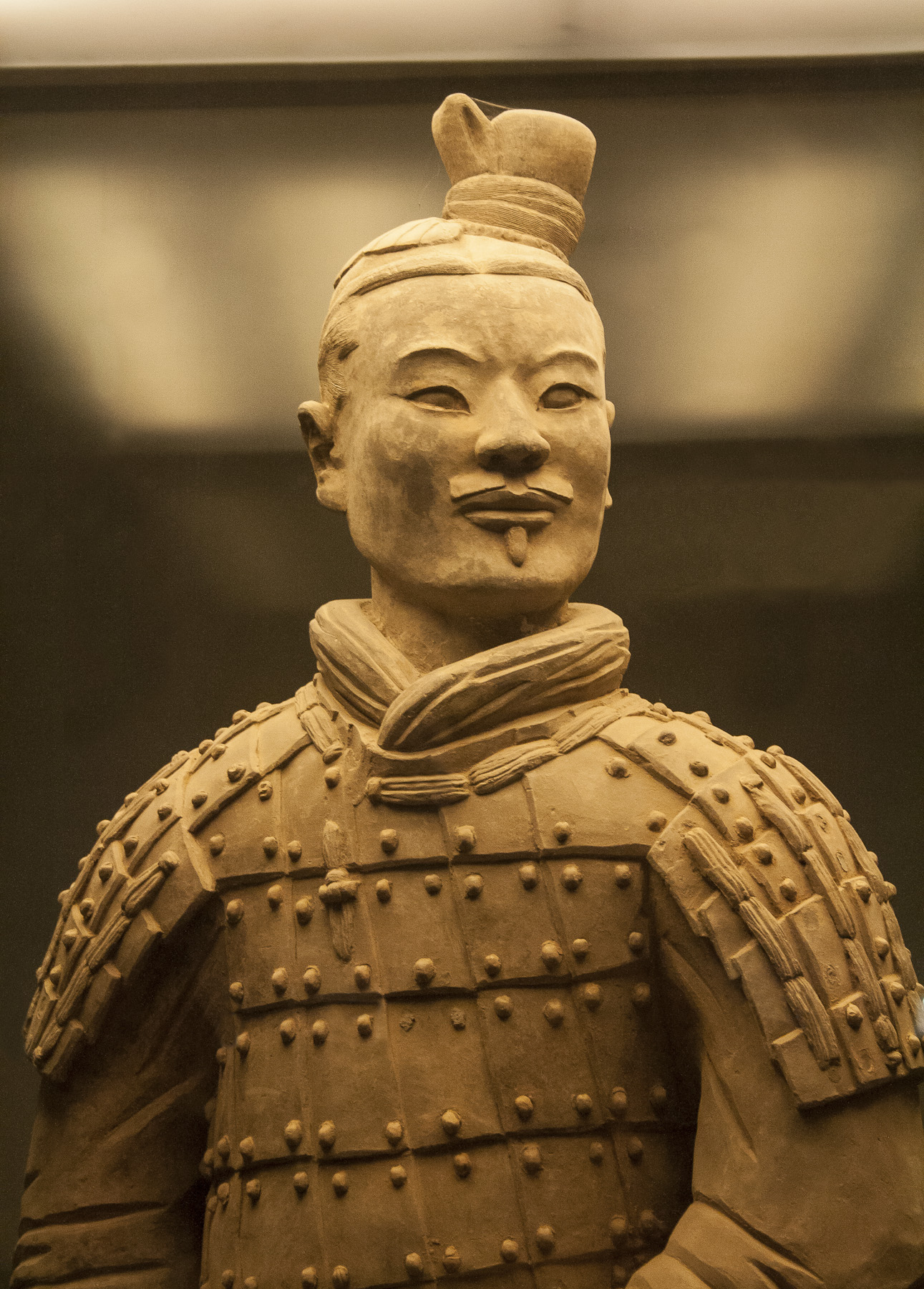
Vue rapprochée d'un archer montrant l'expression du personnage.
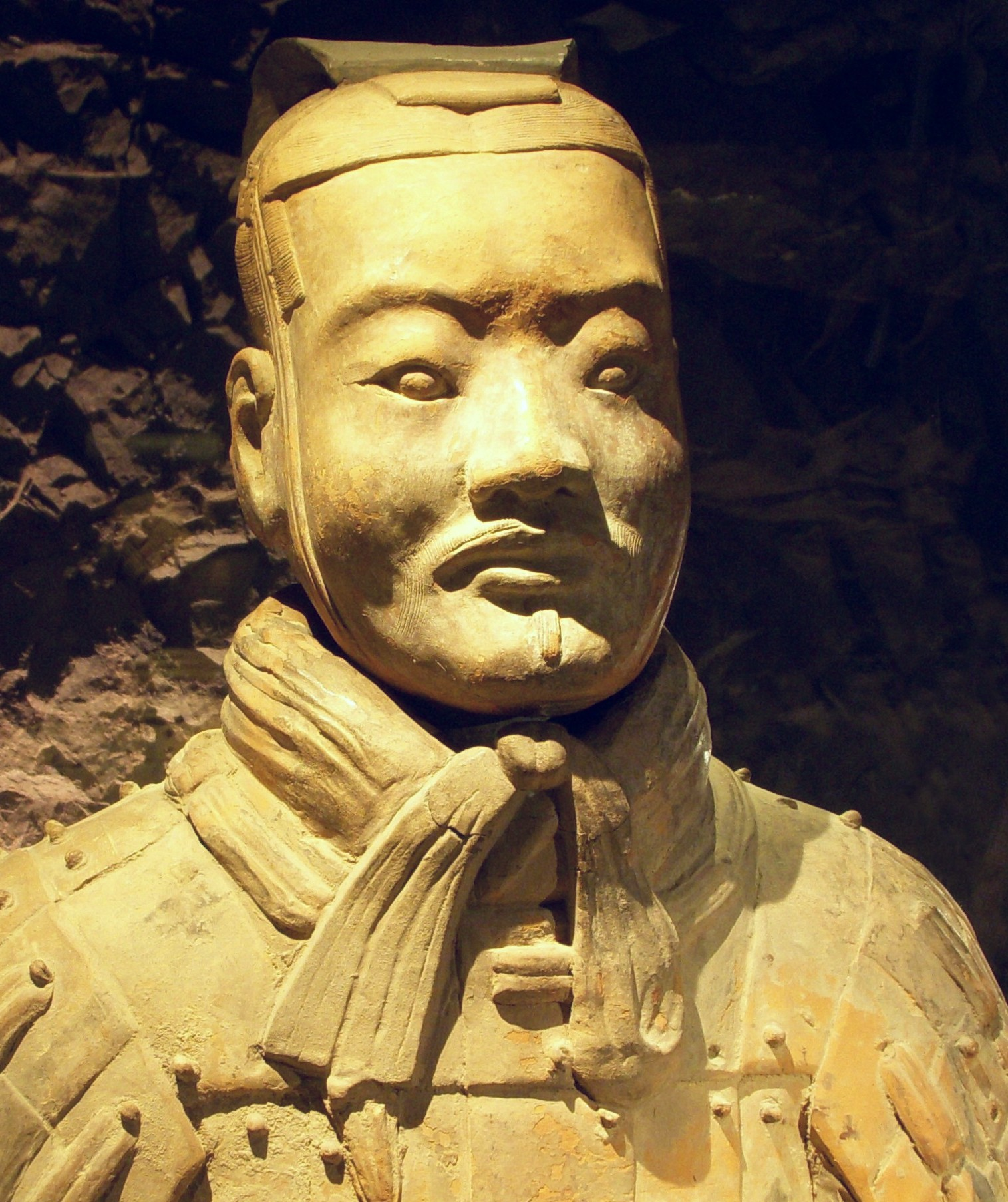
Gros plan sur un général.
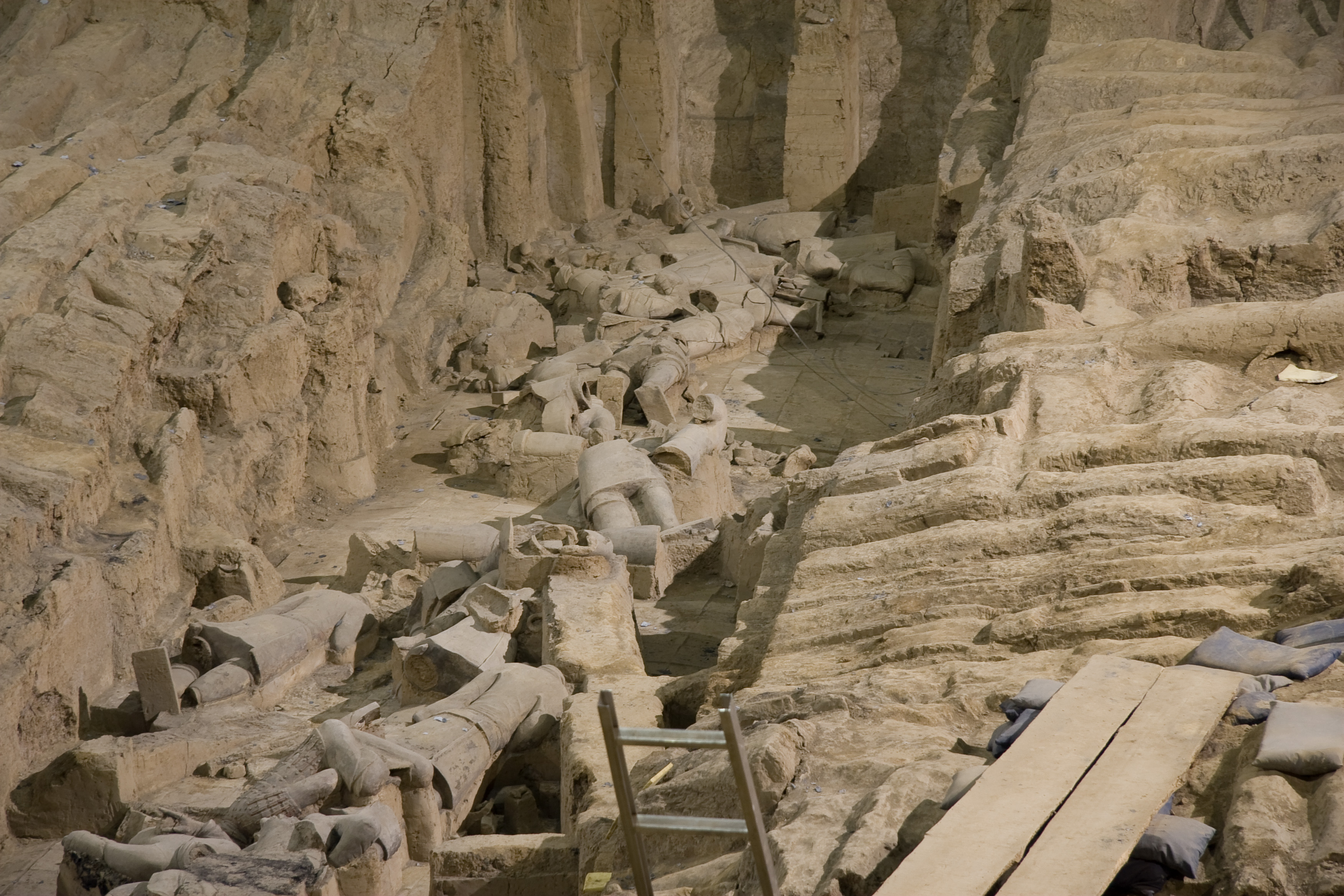
Partie jonchée de statues, avant remontage.
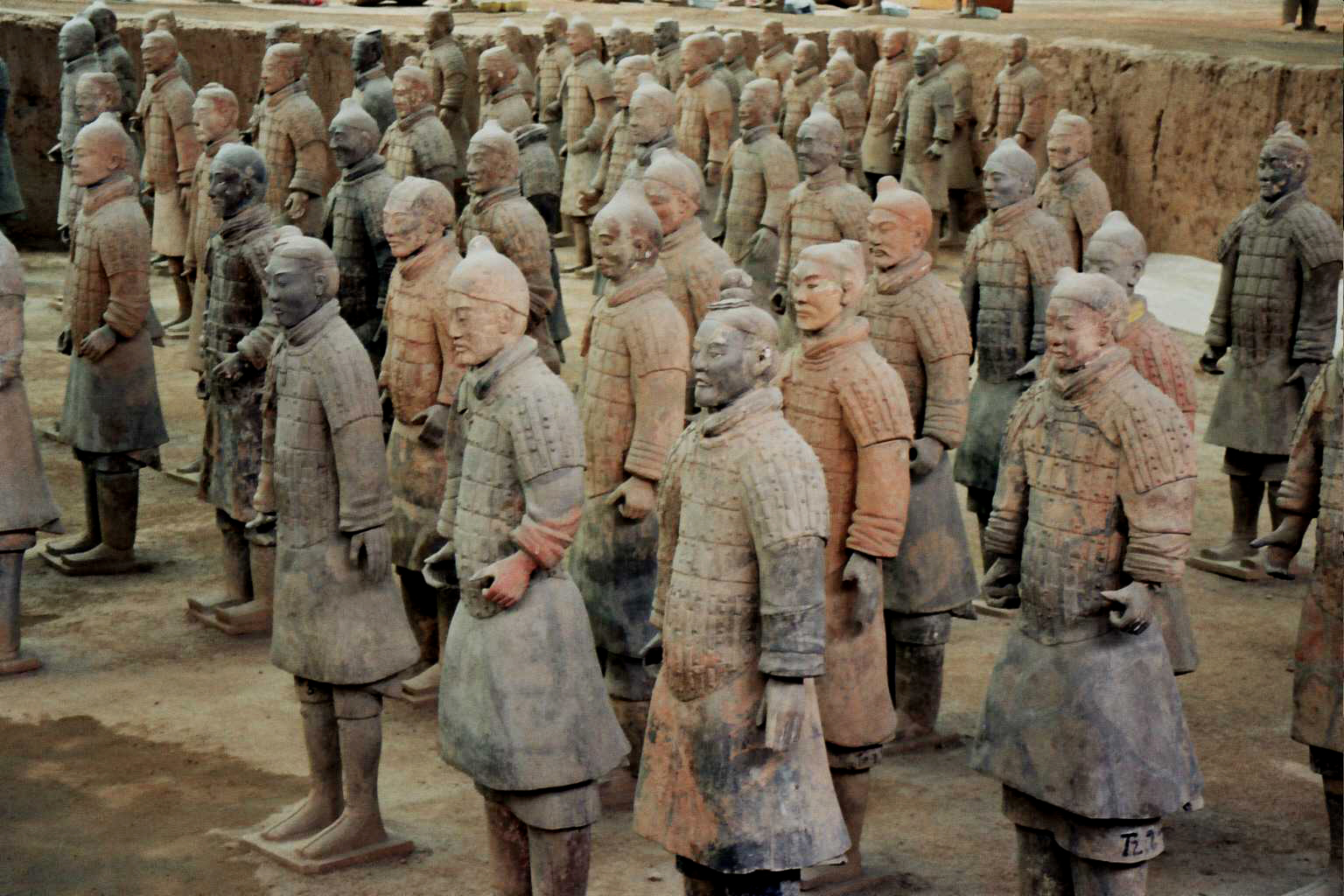
Une grande diversité de traits physiques, coiffures, moustaches, barbes et expressions sur ces fantassins[37].
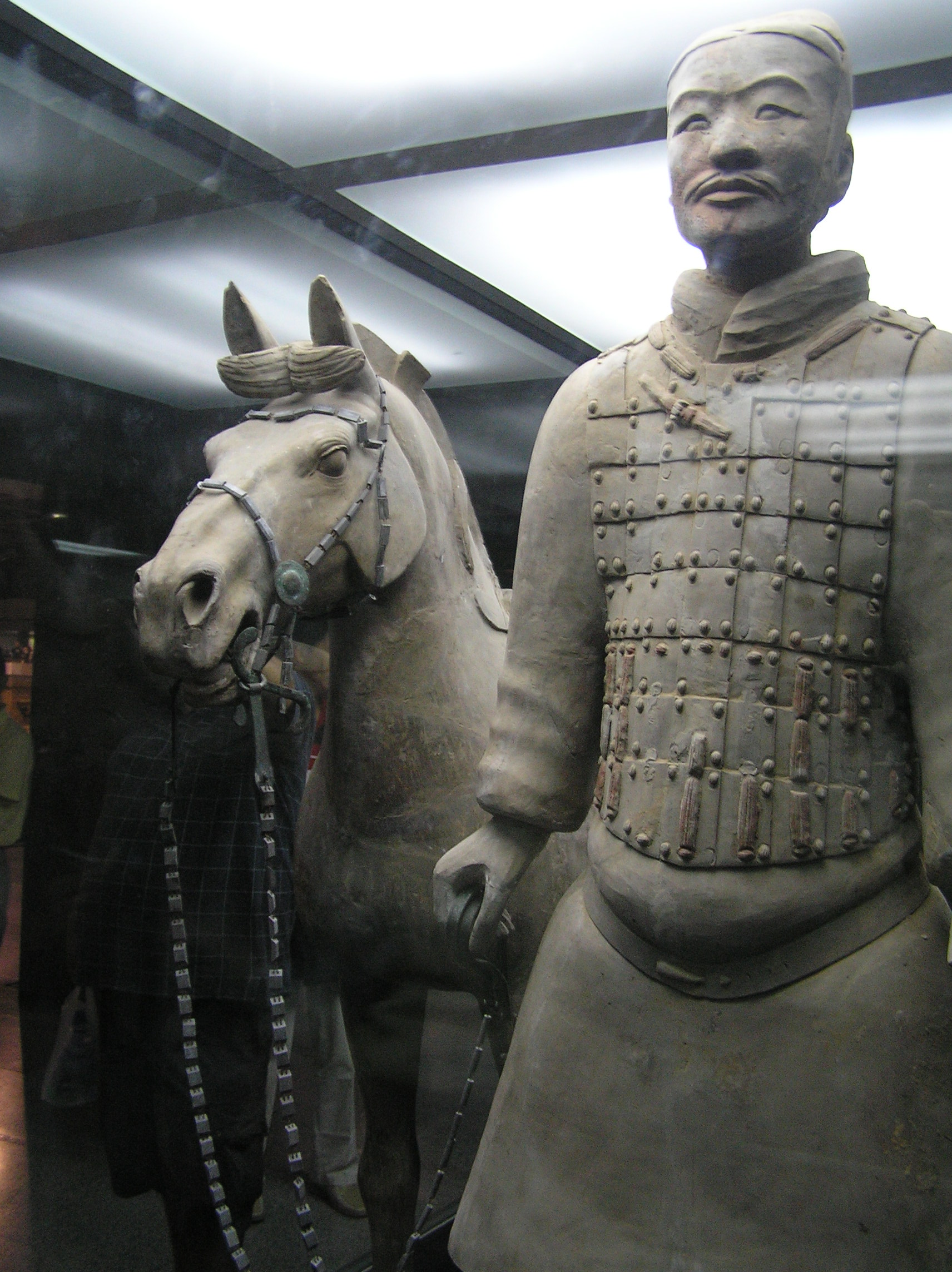
Soldat en cuirasse et sa monture (soldat : H 185 cm, cheval : H 174 cm, poids 340 kg).
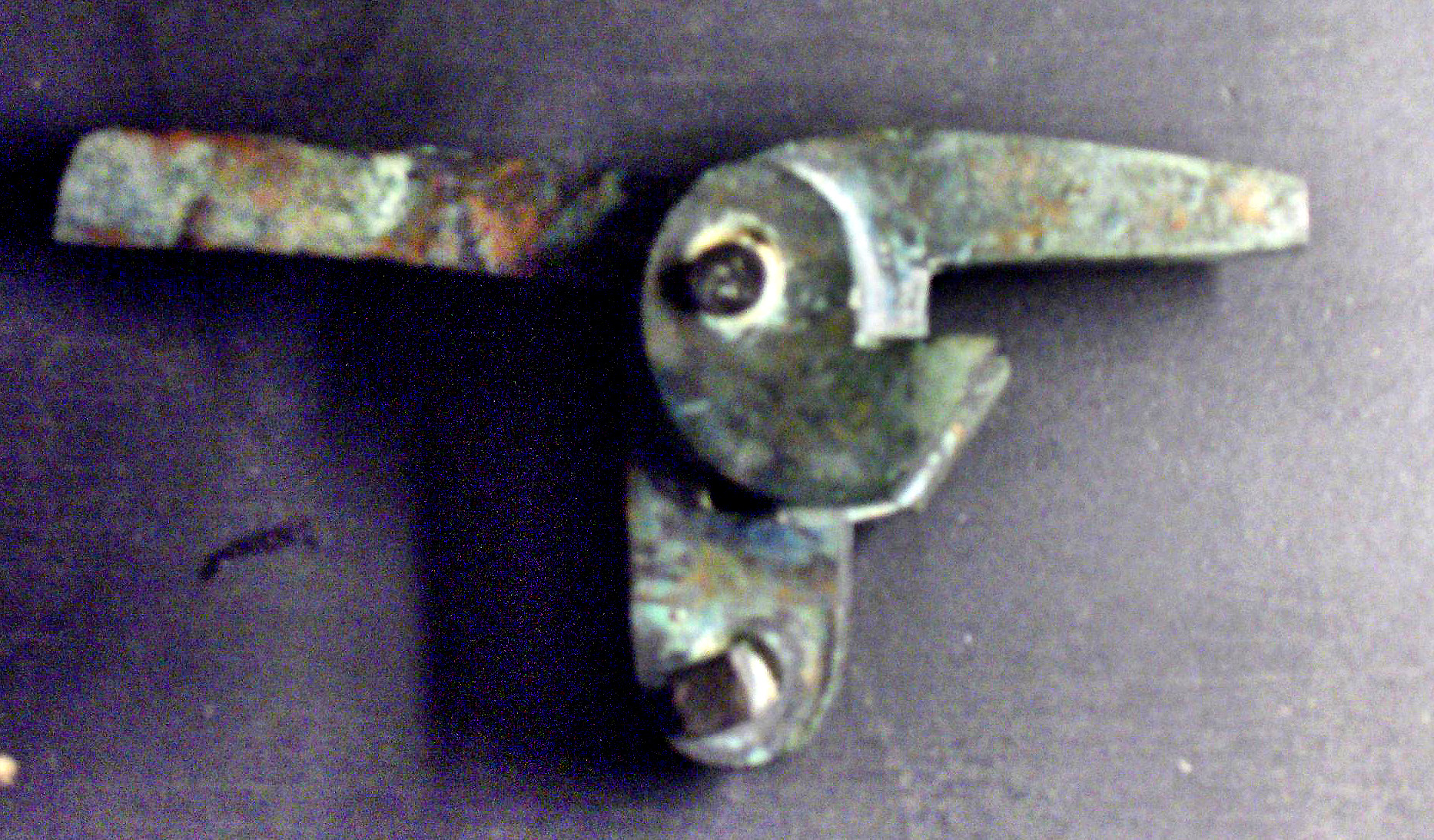
Détente de gâchette d'arbalète. Les pièces, produites en série à l'identique exact, étaient remplacées rapidement, si nécessaire. Les traits étaient revêtus de chrome, antioxydant[38].
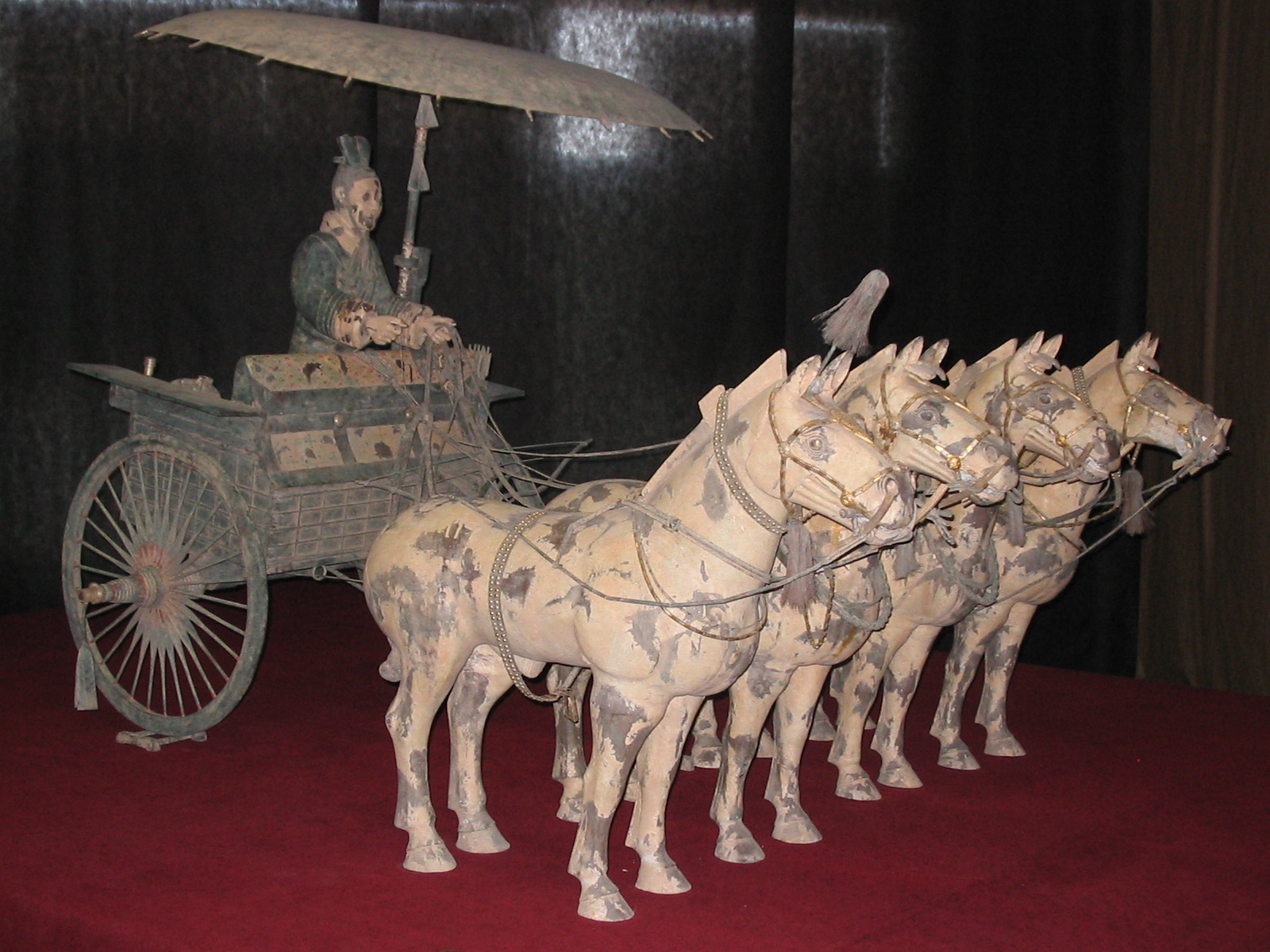
Char no 1, de combat, servant aussi aux inspections, muni d'un parasol inclinable. Bronze doré, peint et laqué. Modèle réduit (H 168 cm, poids 1 000 kg).
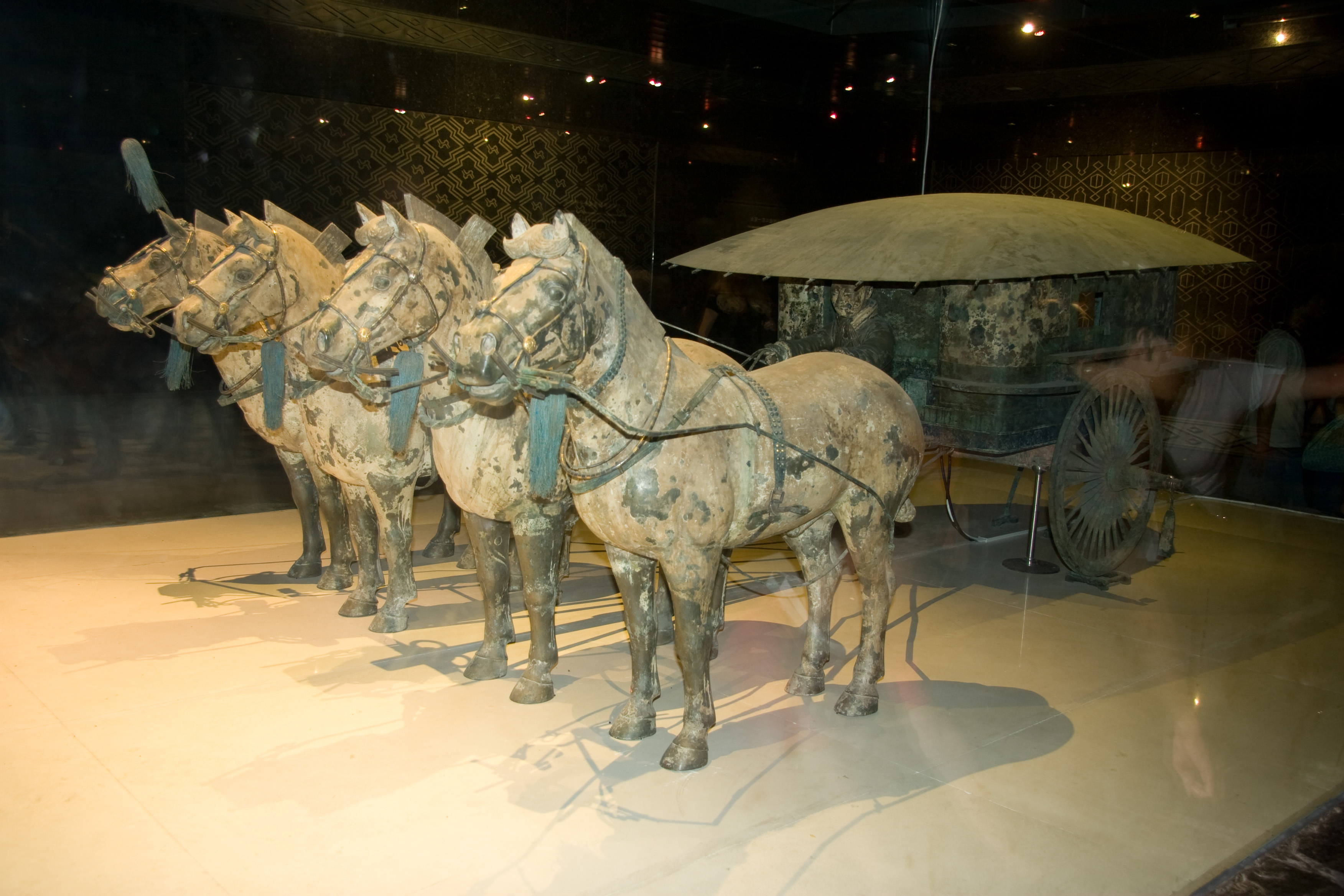
Char no 2 et son attelage. Voiture d'apparat décorée « au losange » et « en nuage »[39] (H 106 cm, poids 1 200 kg).
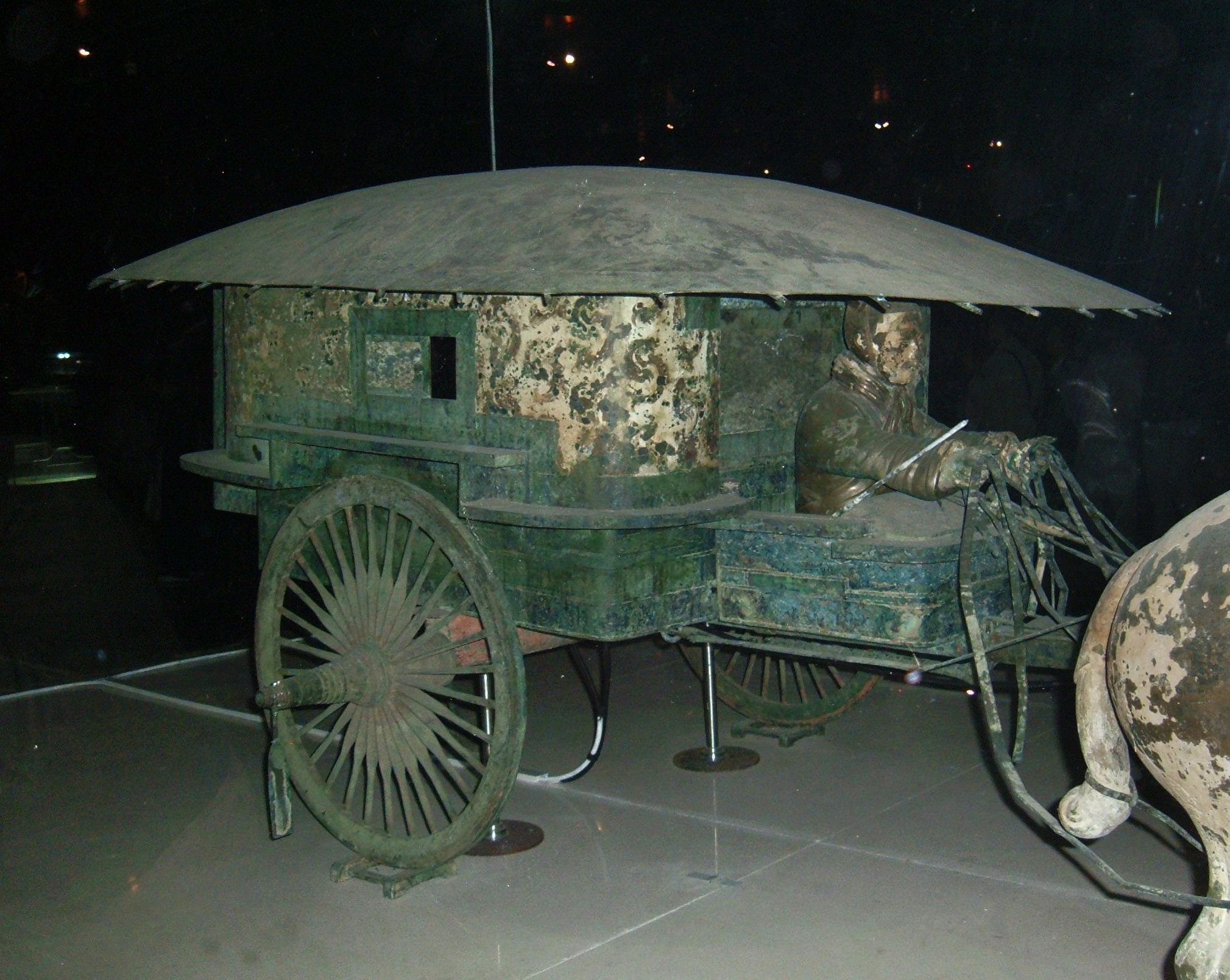
Idem. Derrière l'aurige, un habitacle muni d'une petite ouverture à volet permettait que l'empereur et les hauts fonctionnaires puissent circuler et voir sans être vus.
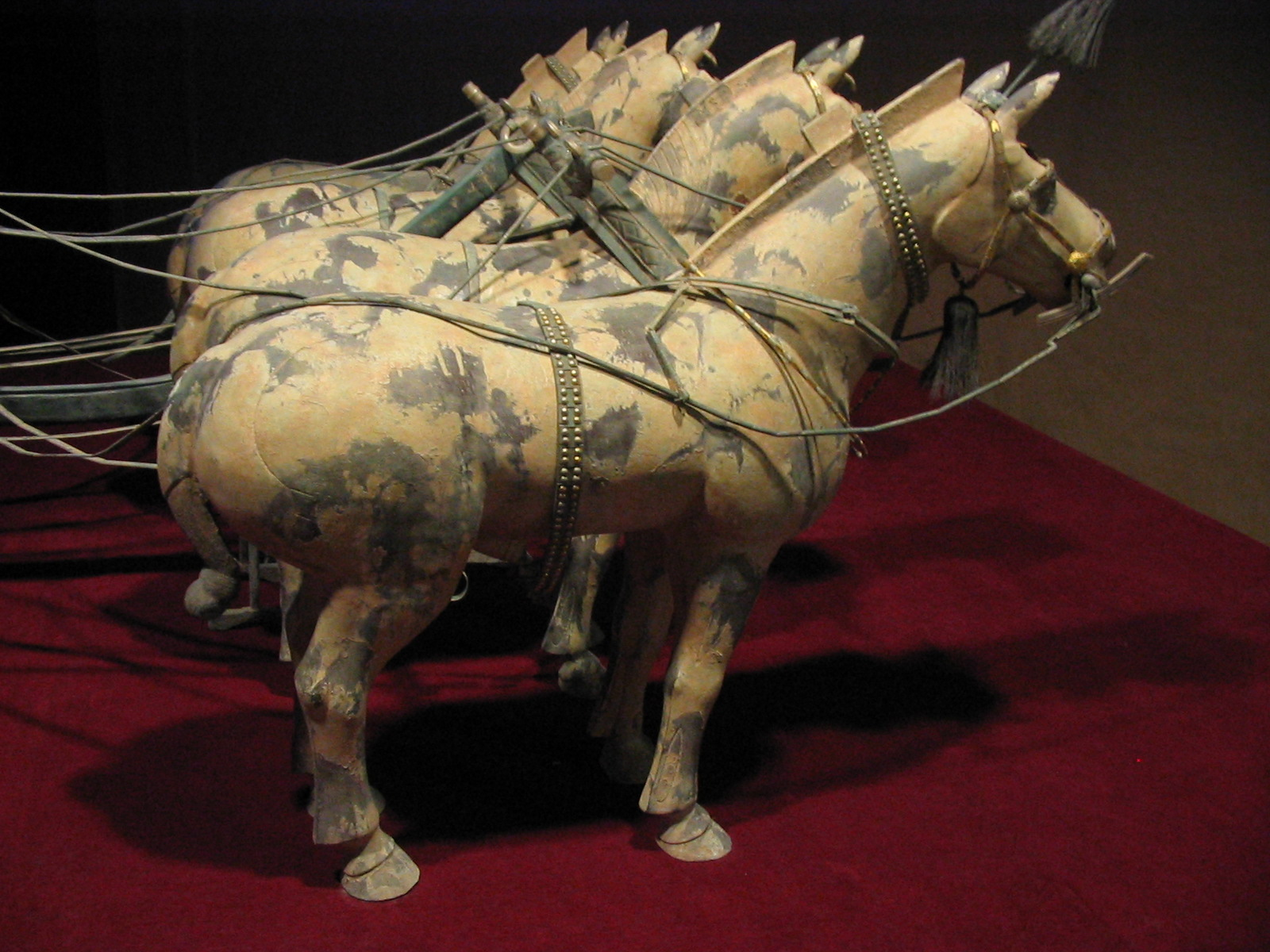
Au centre, la paire de trait attachée à l'aide d'un collier en « V » renversé, les deux bêtes externes munies d'un harnais pouvaient se dégager en cas de danger[39],[16].

## Débats sur l'attribution historique de l'armée enterrée
Selon l'architecte chinois Chen Jingyuan, qui a examiné l'armée enterrée, celle-ci ne serait pas celle de l'Empereur, mais celle de son arrière arrière-grand-mère, l'impératrice douairière Xuan, comme le montreraient certaines caractéristiques stylistiques. Cette théorie, publiée dans son ouvrage grand public The Truth of Terracotta Warriors, ne suscite guère d'adhésion.

## Contestations à propos de l'armée enterrée
Des doutes ont été émis par des non-archéologues à propos de l'authenticité de l'armée enterrée. En 1988, dans ses Commentaires sur la société du spectacle, l'écrivain situationniste Guy Debord qualifie l'armée de « faux bureaucratique ». Jean Leclerc du Sablon, correspondant de presse à Pékin 30 ans durant, évoque ses doutes dans son livre L'Empire de la poudre aux yeux : Carnets de Chine, 1970-2001, Paris, Flammarion, 2002. En 2007, le diplomate et sinologue suisse Térence Billeter considère l'armée comme fausse, se fondant principalement sur la découverte du site au moment où Mao Zedong se comparait lui-même à Qin Shi Huang, sur l'absence de mention de cette armée dans la description pourtant détaillée que Sima Qian fait de la tombe, et sur le style artistique des statues. En 2010, le sinologue Jean Levi reprend cette thèse dans son livre La Chine est un cheval et l'univers une idée.
Pour l'archéologue français Jean-Paul Demoule, ancien président de l'Institut national de recherches archéologiques préventives, « l'armée d'argile du premier empereur de Chine fait partie de ces vraies trouvailles archéologiques spectaculaires [qui] ont été présentées au moment de leur découverte comme des faux, tant elles paraissaient improbables ».